# صفا العكيم (العدين)
صفا العكيم

تعديل مصدري - تعديل

صفا العكيم محلة تابعة لقرية راس قصع، التابعة لعزلة قصع حليان بمديرية العدين إحدى مديريات محافظة إب في الجمهورية اليمنية.، بلغ تعداد سكانها 113 حسب تعداد اليمن لعام 2004.